# جائزة الولايات المتحدة الكبرى 2006
جائزة الولايات المتحدة الكبرى 2006 (بالإنجليزية: 2006 United States Grand Prix)‏ هو سباق فورمولا 1 أقيم بتاريخ 2 يوليو 2006 في إنديانابوليس. كان العاشر من أصل 18 في بطولة العالم لسباقات الفورمولا واحد موسم 2006. حلّ الألماني مايكل شوماخر أولا بينما جاء البرازيلي فيليبي ماسا في المركز الثاني وحصل على المركز الثالث الإيطالي جانكارلو فيزيكيلا.